# Robinet aviatore
Robinet aviatore è un film cortometraggio del 1911 diretto da Luigi Maggi; prodotto dalla Società Anonima Ambrosio di Torino, è interpretato da Marcel Fabre e fa parte della serie comica Robinet.

## Trama
Robinet rimane affascinato da uno dei primi voli aerei e prova a cimentarsi nell'impresa anche lui. Progetta e realizza un mezzo volante a forma di pesce. Parte per il primo volo che sembra procedere bene. Finisce in prigione dopo essere precipita sopra un palazzo e aver provocato molti danni a cose e persone con il suo viaggio.